# Лыжные гонки на зимних Олимпийских играх 1980

На зимних Олимпийских играх 1980 года в Лейк-Плэсиде в лыжных гонках было разыграно 7 комплектов наград — 4 среди мужчин (15 км, 30 км, 50 км и эстафета 4×10 км) и 3 среди женщин (5 км, 10 км и эстафета 4×5 км). Программа соревнований по сравнению с Олимпийскими играми 1976 года в Инсбруке изменений не претерпела. Все гонки, кроме эстафет, проходили с раздельным стартом участников.
Соревнования прошли с 14 по 21 февраля в специально построенном для Игр комплексе у подножия горы Ван Ховенберг. В соревнованиях принял участие 131 спортсмен (86 мужчин и 45 женщин) из 24 стран.

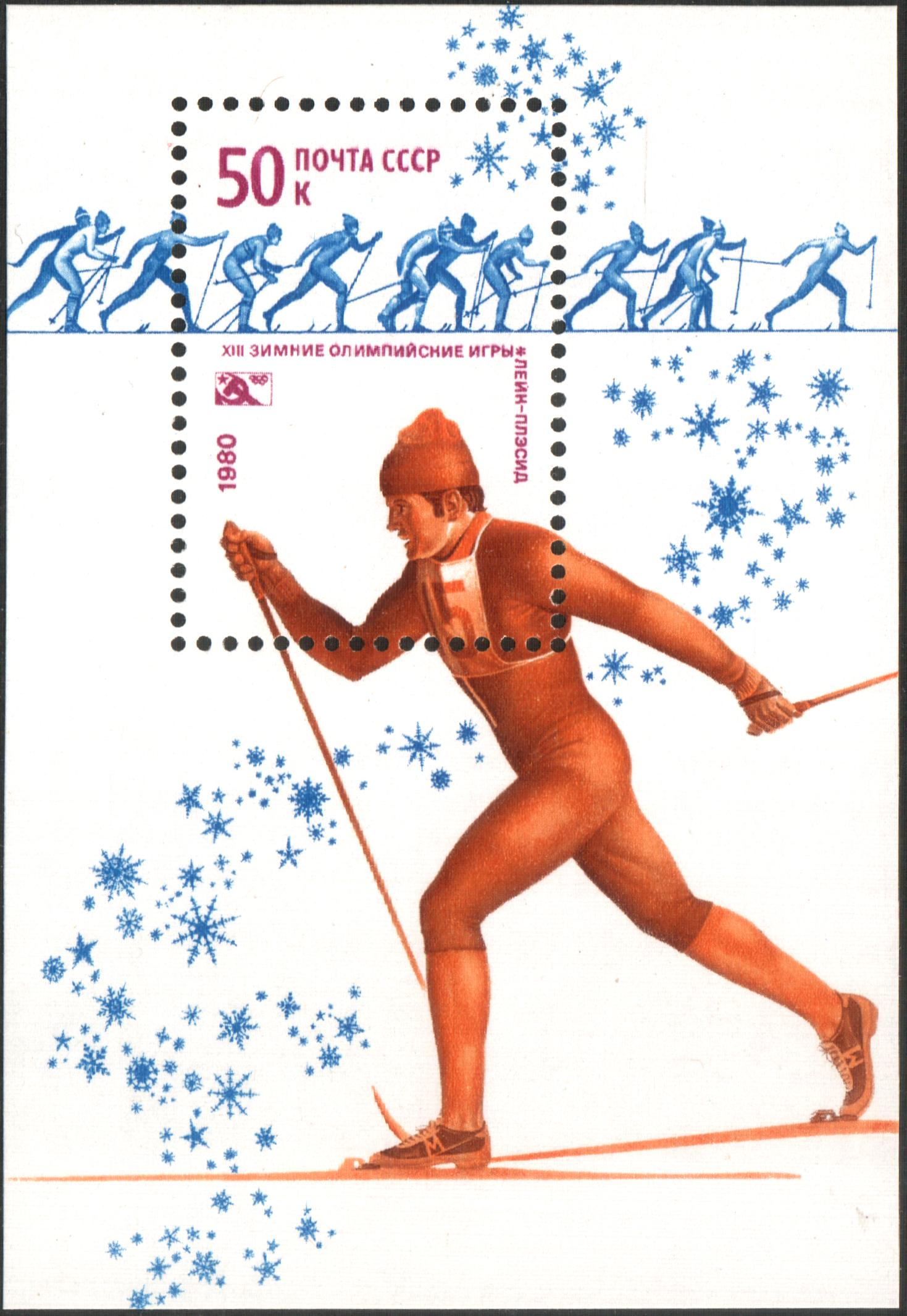
Почтовый блок СССР

В общем медальном зачёте в лыжных гонках лучшими стали советские лыжники, выигравшие 4 золота, 2 серебра и 1 бронзу. 24-летний дебютант Олимпийских игр Николай Зимятов стал трёхкратным олимпийским чемпионом (30 км, 50 км и эстафета), а на дистанции 15 км занял 4-е место. До Зимятова ни одному мужчине не удавалось выиграть 3 золота на одних Играх. Прославленная Галина Кулакова (самая возрастная участница соревнований по лыжным гонкам в Лейк-Плэсиде) на своей 4-й в карьере Олимпиаде выиграла восьмую и последнюю награду — серебро в эстафете (Кулакова выиграла медаль в лыжной эстафете на 4-й Олимпиаде подряд).
Свои первые в истории золотые медали в лыжных гонках выиграли представители ГДР: 24-летняя Барбара Петцольд достаточно неожиданно выиграла золото на дистанции 10 км, а в эстафете женская сборная ГДР в борьбе за первое место более минуты выиграла на финише у сборной СССР. ГДР стала 6-й страной после Норвегии, Швеции, Финляндии, СССР и Италии, которая сумела выиграть олимпийское золото в лыжных гонках. После 1980 года представители ГДР больше никогда не побеждали в лыжных гонках на Олимпийских играх.
Иван Лебанов, выиграв бронзу на дистанции 30 км, принёс Болгарии не только первую в истории олимпийскую награду в лыжных гонках, но и вообще на зимних Олимпиадах. По состоянию на начало Игр 2014 года в Сочи болгары в лыжных гонках олимпийских наград больше не завоёвывали.
Мужская гонка на 15 км запомнилась тем, что победитель Томас Вассберг выиграл у серебряного призёра Юхи Мието с преимуществом всего лишь в 0,01 сек — наименьшим из возможных (при том, что это была гонка с раздельным стартом). Вассберг предложил Мието распилить их медали на 2 части и объединить, чтобы каждому досталось по своеобразной золото-серебряной награде. Мието отклонил это предложение. Интересно, что в 1972 году на Играх в Саппоро Мието попал в похожую ситуацию в 15-километровой гонке, когда он уступил норвежцу Ивару Формо в борьбе за бронзу лишь 0,06 сек. Вскоре после Игр в Лейк-Плэсиде Международная федерация лыжного спорта приняла решение, что результаты в лыжных гонках будут измеряться с точностью до 0,1 сек.

## Медалисты

### Мужчины

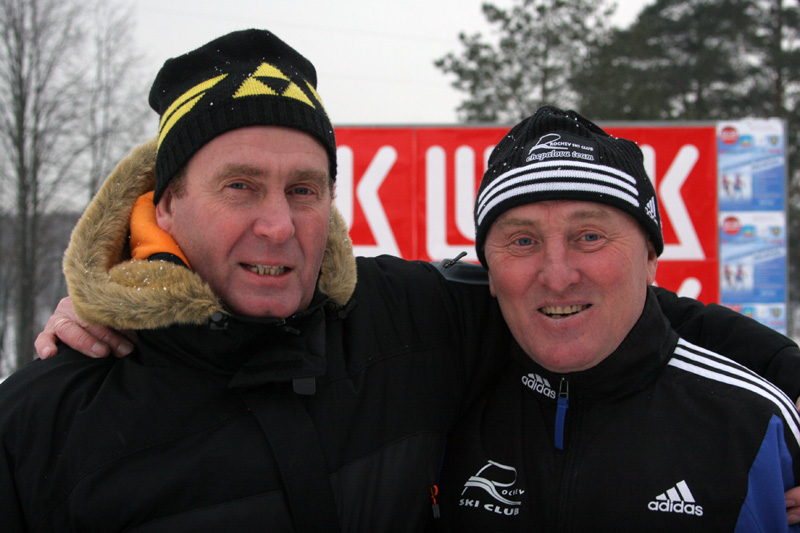
Николай Зимятов (слева) и Василий Рочев-старший выиграли на двоих на Играх в Лейк-Плэсиде 4 золота и 1 серебро (фото 2008 года)

| Дисциплина                     | Золото                                                                    | Серебро                                                                | Бронза                                                                        |
| 15 км см. подробнее            | Томас Вассберг Швеция                                                     | Юха Мието Финляндия                                                    | Уве Эунли Норвегия                                                            |
| 30 км см. подробнее            | Николай Зимятов СССР                                                      | Василий Рочев СССР                                                     | Иван Лебанов Болгария                                                         |
| 50 км см. подробнее            | Николай Зимятов СССР                                                      | Юха Мието Финляндия                                                    | Александр Завьялов СССР                                                       |
| Эстафета 4×10 км см. подробнее | СССР · Василий Рочев · Николай Бажуков · Евгений Беляев · Николай Зимятов | Норвегия · Ларс Эрик Эриксен · Пер Кнут Оланн · Уве Эунли · Оддвар Бро | Финляндия · Харри Кирвесниеми · Пертти Теураярви · Матти Питкянен · Юха Мието |

### Женщины
| Дисциплина                    | Золото                                                                  | Серебро                                                                          | Бронза                                                                |
| 5 км см. подробнее            | Раиса Сметанина СССР                                                    | Хилькка Рийхивуори Финляндия                                                     | Квета Ериова Чехословакия                                             |
| 10 км см. подробнее           | Барбара Петцольд ГДР                                                    | Хилькка Рийхивуори Финляндия                                                     | Хелена Такало Финляндия                                               |
| Эстафета 4×5 км см. подробнее | ГДР · Марлис Росток · Карола Андинг · Вероника Хессе · Барбара Петцольд | СССР · Нина Фёдорова-Балдычева · Нина Рочева · Галина Кулакова · Раиса Сметанина | Норвегия · Бритт Петтерсен · Анетте Бёэ · Марит Мюрмель · Берит Эунли |

## Общий зачёт
(Жирным выделено самое большое количество медалей в своей категории)
| Общее количество медалей |              |        |         |        |       |
| Место                    | Страна       | Золото | Серебро | Бронза | Всего |
| 1                        | СССР         | 4      | 2       | 1      | 7     |
| 2                        | ГДР          | 2      | 0       | 0      | 2     |
| 3                        | Швеция       | 1      | 0       | 0      | 1     |
| 4                        | Финляндия    | 0      | 4       | 2      | 6     |
| 5                        | Норвегия     | 0      | 1       | 2      | 3     |
| 6                        | Болгария     | 0      | 0       | 1      | 1     |
| 6                        | Чехословакия | 0      | 0       | 1      | 1     |